# کلاه شرعی
«کلاه شرعی ساختن یا سرش گذاشتن» اصطلاحی است در زبان فارسی که در اشاره به حیله در احکام و امری حرام را با حیله تحت موضوعی درآوردن که شرعاً جایز باشد، به‌کار می‌رود. یا هر نیرنگی که انسان به تبعیت از هوای نفس بر سر اخلاق و وجدان می‌گذارد.
دهخدا کلاه شرعی را «حیله در احکام، چنان‌که ربا را بنام مال الاجاره حلال شمردن. حیله شرعی برای ابطال حقی یا احقاق باطلی» و «نامشروعی را به حیل صورت شرعی دادن» تعریف کرده‌است.
در ترکیب اصطلاح «کلاه شرعی» به عنوان پوشانندهٔ سِر، از واژه کُلاه که نوعی سَرپوش است عاریه گرفته شده که در مَجاز به معنای «وسیله‌ای برای سرپوش گذاشتن بر روی هرگونه منهیات و محرمات» و بنابراین «مکر، تزویر و حیله» به کار رفته‌است. منظور از شرع نیز دستورها دین و آنچه مشروع و حلال است می‌باشد؛ بنابراین کلاه شرعی در واقع سرپوشِ حیله و مکر است که «در لباس شرع بر سر دین و اخلاق و وجدان و انصاف و شرایع الهی گذاشته می‌شود.»

## شرعی بودن
بنابراين هر آنچه در لسانِ فقيهان و متشرعان حيله شرعى خوانده مى شود سه صورت بيش ندارد:
1- برخى از آنها حقيقتاً حيله شرعى اند (مواردى كه دين داران باورمند براى رفع نگرانيِ معقول خود به كار مى بندند);
2- دسته اى تنها مَجازاً حيله شرعى اند و در حقيقت, داخل در قلمرو حيله لغوى و عرفى (از نوعِ مذموم) هستند (كلاه شرعى);
3- پاره اى نيز مجازاً مصداقِ حيله شرعى و حقيقتاً داخلِ در معناى لغوى و عرفى حيله ولى از نوع مباح و غيرمذمومِ آن هستند. 

## مثال‌ها
- رهن خانه توأم بااجاره.[۷]
- ربا را به نام «مال الاجاره» یابیع حلال شمردن[۲]
- ربا را به عنوان نسیه فروشی حلال می‌نمایند بدین منظور مالی مثل گندم یا ماشین را بین ربا دهنده و گیرنده گذاشته واین مال به صورت نقد فروخته و نسیه خریده می‌شود و شرط جابجایی مال را هم می‌گذارند.
- کلاه شرعی نظام بانکی با گذاشتن لغت کارمزد برسودپول[۸][۹]
- قرعه کشی بانک‌ها مصداق قمار است.[نیازمند منبع]
- رشوه را به نام هدیه گرفتن[۱۰]
- عملیات لیزینگ.[۱۱]
- بلیت(بخت آزمایی) ارمغان بهزیستی یا هدیه ارمغان سبز مصداق قمار است.[۱۲]
- برگه پیش‌بینی فوتبال به نام تست هوش کانون فرهنگی ورزشی در شمال کشور با مرکزیت گنبدکاووس و در ترکمن صحرا شیوع قابل توجهی دارد[۱۳][۱۴]
- در جامعه و فرهنگ ایران، بسیاریصیغه را کلاه شرعی برای روسپی‌گری می‌دانند. روسپی‌گری در ایران جُرم بوده و مجازات شلاق دارد اما خواندن یک متن صیغه از جانب عاقد، آن را شرعی می‌کند.[۱۵][۱۶] البته برخی نیز مخالف این نظرند و معتقدند تفاوت متعه با روسپی‌گری آن است که اولا زن متعه نمی‌تواند همزمان همسر دو مرد باشد و ثانیاً اگر در ازدواج موقت مرد و زن با هم نزدیکی کنند و سپس زن از مرد جدا شود آنگاه برای آنکه بتواند با مرد دیگری ازدواج کند باید به اندازه سه بار عادت ماهیانه یا حدوداً ۲ ماه صبر کند.
- خانه‌های عفاف.[۱۷]
- تقیه و پنهانکاری مذهبی:برخلاف شیعه بعضی از مذاهب دینی، تقیه را نوعی کلاه شرعی می‌دانند.

.
- ترمیم بکارت.[۱۸]

## حکایت و امثال
در حکایتی آمده‌است «گویند شغالی خروس شیخی را خفه کرده می‌برد و شیخ در پی او می‌شتافت. رفیق‌اش گفت بیهوده چه میدوی، خروس اینک میته و خوردن آن نارواست. شیخ گفت تو ندانی، من خود شغال را نیز حلال کرده بخورم! شغال از پیش و شیخ به دنبال از آبادی دور شدند. نیمه‌شب شغال از رفتار بازماند، شیخ او را با خروس بگرفت. البته گرسنگی بر او غالب و قریه دور و «حفظ نفس» واجب می‌نمود. آتشی برافروخت و خروس را از راه «اکل میته» خورده و به جای بخفت! فردا نیز در آن مکان توقف کرده روز را به گرسنگی به سر برد، و ضرورت «اباحهٔ محظور» کرده شغال را نیز از طریق «حلّیت اکل محرم» کباب کرده به خروس ملحق ساخت.»
- از ابوالفضل بیهقی نقل شده‌است «نان همسایگان دزدیدن و به همسایگان دیگر دادن»
- صید ماهی در داستان بنی‌اسرائیل و حضرت موسی.[۷]